# B.D. (personaggio)
B.D. è un personaggio di fantasia ideato dal fumettista Garry Trudeau nella sua popolare striscia Doonesbury. Nel fumetto viene sempre designato con le sole iniziali, e, per questo, non si è mai saputo quale fosse il suo vero nome. Ad ogni modo, molti lettori della striscia hanno avanzato l'ipotesi che le iniziali B.D. possano essere la sigla di Brian Dowling, un quarterback che giocò nella squadra universitaria di football dell'università Yale all'epoca in cui lo stesso Trudeau era studente, e alla cui figura il personaggio è ispirato. Agli esordi della striscia, infatti, B.D. impersonava appunto il prototipo dello sportivo modello, interessato e devoto unicamente al suo sport. Con il passare degli anni, comunque, complice la particolare struttura narrativa della striscia, il suo personaggio è cresciuto e si è evoluto, e il giovane sportivo è diventato un militare, reduce di diverse guerre, un marito e un padre di famiglia.

## Biografia

### Gli esordi
Come molti altri personaggi storici della striscia, B.D. ha fatto la sua prima comparsa sulle pagine del giornale universitario della Yale, nel 1968, all'epoca in cui Trudeau era ancora studente. Tuttavia queste strisce, in seguito in gran parte ridisegnate dall'autore al suo debutto come cartoonist ufficiale, non vengono normalmente considerate parte integrante della saga di Doonesbury (oltretutto, all'epoca la striscia portava ancora il titolo provvisorio di Bulltales, "cazzeggio" in slang giovanile americano).
L'esordio "ufficiale" di B.D. avvenne perciò nella primissima striscia di Doonsbury, datata 1970. All'epoca, B.D. era quarterback e capitano della squadra di football della fittizia università di Walden. B.D. è oltretutto il primo personaggio, in ordine assoluto, ad apparire nella striscia: la prima vignetta della prima strip lo ritrae infatti seduto nella sua stanza, al college, mentre aspetta di conoscere il suo nuovo coinquilino, che si rivelerà essere Mike Doonesbury, il protagonista della serie. B.D., che era a suo dire convinto che il programma automatico di assegnazione delle stanze gli avrebbe dato un compagno di stanza ideale, nel vedersi arrivare Mike (all'epoca contraddistinto da atteggiamenti da nerd) non poté fare a meno di esclamare "evidentemente, il sistema deve essere ancora perfezionato!". I due infatti, almeno nei primi tempi, erano totalmente incompatibili ed incapaci di sopportarsi a vicenda.
Oltre al difficile rapporto con Mike, B.D., come capitano della squadra di football, doveva all'epoca confrontarsi anche con altri problemi, che mettevano a dura prova i suoi nervi: i suoi compagni di squadra, infatti, sembravano trovare difficile concentrarsi sul gioco, e più volte B.D. era costretto a richiamarli all'ordine mentre questi improvvisavano discorsi filosofici o politici nel bel mezzo delle partite. Le cose non poterono poi che peggiorare in seguito all'ingresso nella squadra dello stralunato Zonker, un hippie perennemente avvolto da una cortina di fumo di marijuana e votato al cazzeggio.
Di idee fortemente conservatrici, B.D. all'università prese spesso posizioni totalmente opposte rispetto a molti suoi compagni (tra cui lo stesso Mike), deprecando ad esempio l'uso di marijuana e di droghe, e appoggiando fortemente la guerra del Vietnam. Infine, nel suo ultimo anno di università si arruolò nell'esercito, e partì per il Vietnam. Qui, B.D. trovò che la vita militare gli si addiceva, e divenne in breve tempo un buon soldato, felice di svolgere i compiti che gli venivano assegnati. Sempre in Vietnam conobbe Phred, un vietcong che prima lo rapì e poi finì per perdersi assieme a lui nella foresta. A seguito di questa avventura, i due divennero buoni amici e rimasero molto legati (nonostante le evidenti diversità di vedute, essendo B.D. un rigido anticomunista) anche negli anni seguenti, fino ad oggi.
Tornato dalla guerra, ed ultimata l'università, B.D. si trasferì a Malibù, in California, assieme ad una sua vecchia compagna di università, Boopsie. I due, già da molto tempo fidanzati, si sposarono ed ebbero una figlia, Samantha. B.D. tentò nel frattempo diverse carriere: oltre a prodigarsi come manager di Boopsie, aiutandola nel suo tentativo di diventare attrice, fu quarterback nella squadra - realmente esistente - dei St. Louis Rams, poliziotto ed, infine, allenatore della sua vecchia squadra universitaria di Walden.
Anche da civile, B.D. rimase nell'esercito come riservista, e nel 1990 venne richiamato sotto le armi, per combattere nella guerra del Golfo. In seguito all'attentato alle torri gemelle dell'11 settembre 2001, B.D. si arruolò inoltre come pompiere volontario, per portare il suo aiuto alla popolazione newyorkese dopo il disastro.

### Il servizio militare in Iraq
Nel 2003, infine, venne nuovamente richiamato nell'esercito e mandato in Iraq a combattere la guerra contro Saddam Hussein. Qui, con il grado di tenente, passò così oltre un anno impegnato in pattugliamenti e scontri a fuoco con i guerriglieri; venne inoltre incaricato di eliminare un pericoloso signore della guerra, insediatosi in un'area dell'Iraq nota come Al Amok; dittatore che si rivelò essere lo Zio Duke, personaggio ricorrente della striscia e conoscente di lunga data di B.D., riuscito grazie alle sue abilità profittatorie e agli scarsi scrupoli a diventare comandante dei saccheggiatori della zona. La missione di B.D. di deporlo venne comunque sospesa, a seguito di un patto d'affari stipulato dallo stesso Duke con la Halliburton del vicepresidente americano Dick Cheney.
Durante questo suo ultimo servizio militare, B.D. si dimostrò inoltre, in modo del tutto inconsueto, notevolmente critico nei confronti della missione in cui era coinvolto. Pur ligio al dovere come sempre, lo si è visto spesso dialogare con un suo vecchio amico e commilitone, Ray Hightower, deprecando l'inutilità e, a volte, l'ingiustizia della presenza dell'esercito americano in Iraq.
Infine, il 21 aprile 2004, l'automezzo con cui era di pattuglia vicino a Falluja venne colpito da un razzo, e nell'esplosione B.D. perse una gamba. Rimpatriato e decorato al valor militare, B.D. dovette passare mesi in terapia intensiva, prima che gli potesse essere impiantata una protesi meccanica in grado di farlo camminare di nuovo.
Superati i problemi fisici, dovette però far fronte alla depressione e alle ripercussioni psicologiche conseguenti la perdita dell'arto, tanto che iniziò a bere molto, a soffrire di incubi e a diventare facilmente irritabile. Infine, nel gennaio 2006 dovette riconoscere la gravità della sua situazione, e si convinse a farsi ricoverare in un centro d'assistenza.
Ancora oggi comunque, B.D. non sembra aver del tutto superato il trauma; si mostra infatti ancora riluttante a parlare dell'incidente, e in generale del suo servizio in Iraq: in alcune recenti strisce sembra essere emerso come provi un senso di vergogna e di colpevolezza riguardo ad un incidente capitato alla sua pattuglia in seguito al suo ordine di guidare una Jeep attraverso la folla, per sfuggire ad un'agitazione. Ad ogni modo, non è ancora chiaro se questo episodio sia correlato all'attacco in cui venne ferito.

## Il personaggio
La caratteristica più saliente di B.D. è il fatto di indossare sempre e in ogni circostanza un casco in testa. Sin dal suo esordio, e negli oltre 40 anni di pubblicazione, non lo si è mai visto a capo scoperto, tranne che nel 2004, convalescente in ospedale dopo essere stato ferito. Al college portava un elmetto da football con una stellina disegnata sul fianco (nelle strisce pubblicate a Yale, ne portava invece uno con stampata la Y simbolo dell'università); un casco da poliziotto nel periodo in cui fece parte di questo corpo, e ovviamente un elmo militare sotto le armi. Recentemente, quando era allenatore, lo si è spesso visto anche con un elmo da football, contrassegnato dalla celebre "virgola" della Nike. Il motivo per questa sua bizzarra abitudine non è del tutto chiaro; se in una delle primissime strisce, infatti, rispose a chi gliene chiedeva il motivo esclamando: "perché fa parte del mio fottutissimo stile di vita!", più di recente lo si è visto affermare di portare il casco per non far vedere le sue orecchie a sventola.
Appena ripresa conoscenza in ospedale, dopo l'incidente e dopo aver appreso dell'amputazione della gamba, una delle prime frasi dette da B.D. fu proprio: "il mio casco... dov'è finito?". Successivamente, dialogando con il suo commilitone Ray, venuto a trovarlo in ospedale, gli chiese: "non riesci proprio a guardare i miei capelli eh?" al che l'altro gli rispose: "Già... fai effetto senza casco!". Ad ogni modo, durante la sua degenza, i lettori della striscia hanno avuto modo di scoprire, dopo anni, che i capelli di B.D. sono neri, appena brizzolati sulle tempie.